# Comuna Țarevo, Burgas
Țarevo (în bulgară Царево) este o comună în regiunea Burgas din Bulgaria. Cuprinde un număr de 13 localități. Reședința sa este orașul Țarevo.

## Demografie
Componența etnică a obștinei Țarevo
     Romi (8,05%)
     Bulgari (72,51%)
     Nicio identificare (18,65%)
     Altele (0,97%)
La recensământul din 2011, populația comunei Țarevo era de 9.291 locuitori. Din punct de vedere etnic, majoritatea locuitorilor (72,51%) erau bulgari, cu o minoritate de romi (8,05%). Pentru 18,65% din locuitori nu este cunoscută apartenența etnică.